# Jüdischer Friedhof (Lendava)

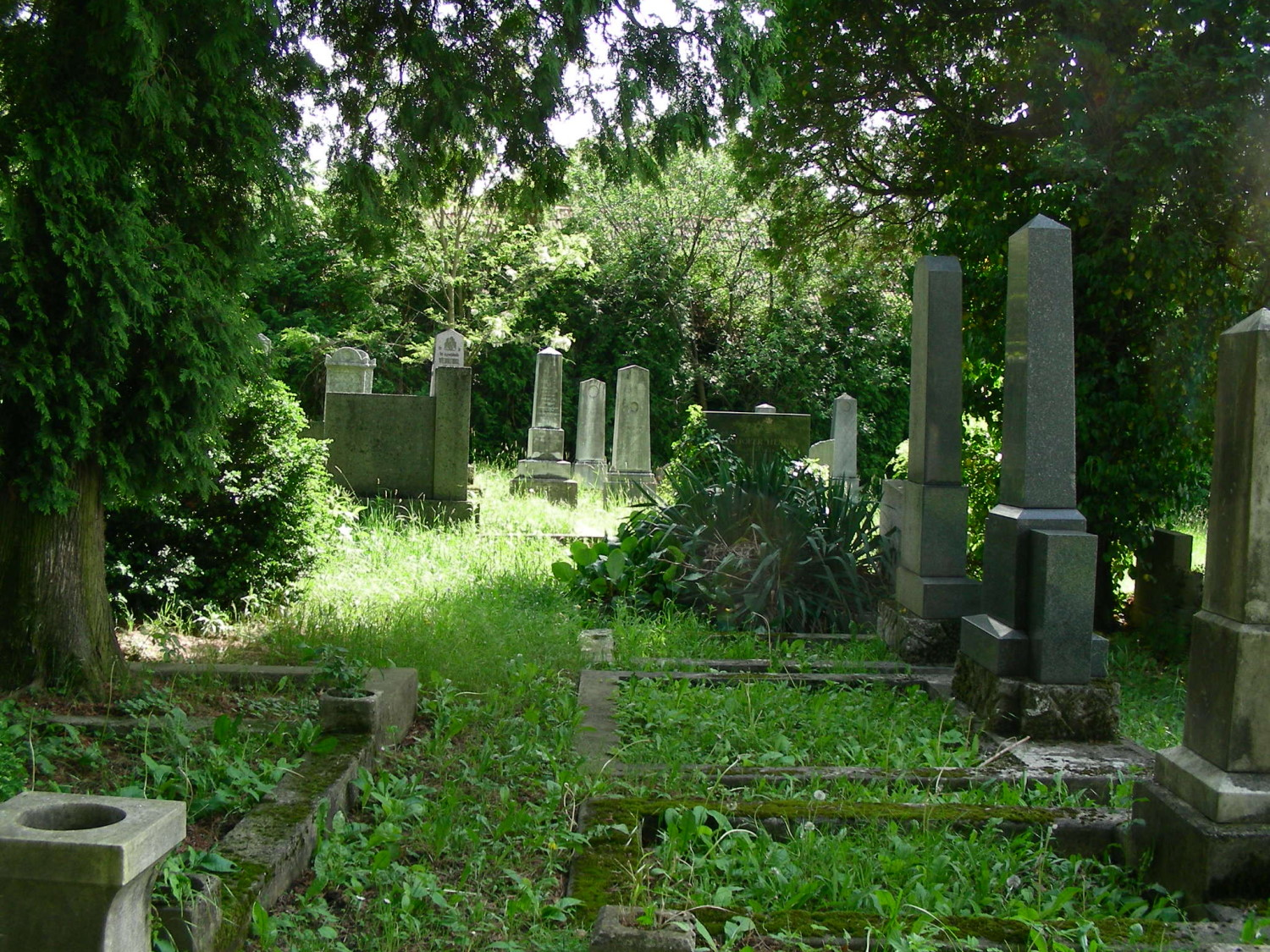
Jüdischer Friedhof in Lendava

Der Jüdische Friedhof in Lendava, einer Gemeinde im Osten Sloweniens, wurde 1850 errichtet. Der jüdische Friedhof befindet sich im Ortsteil Dolga vas. Im Jahr 1880 wurde der Friedhof vergrößert und danach baute man das Taharahaus. 